# Bernat de Roudor
Bernat de Roudor (?, segle xiii - ?, segle xiv). Cavaller de la Companyia Catalana d'Orient, originari de la comarca del Llobregat. Fou un dels integrants del seguici de Roger de Flor, quan aquest es dirigí a Adrianòpolis a finals de març de 1305. Quan Roger de Flor hi fou assassinat, el 4 d'abril de 1305, dels mil tres-cents catalans que hi moriren, ell, Ramon Alquer i Ramon de Tous foren els tres únics supervivents. Refugiats en un campanar, es defensaren tan heroicament que es guanyaren el respecte dels romans d'Orient i Miquel IX Paleòleg els perdonà la vida.
Joaquim Rubió i Ors li dedicà un poema èpic en tres cants nomenat Roudor de Llobregat ó sia Los catalans en Grècia l'any 1842, basant-se en el passatge de la Crònica de Ramon Muntaner on apareix citat dit cavaller.